# Astracantha pachyacantha
Astracantha pachyacantha är en ärtväxtart som först beskrevs av Aleksandr Andrejevitj Bunge, och fick sitt nu gällande namn av Dieter Podlech. Astracantha pachyacantha ingår i släktet Astracantha och familjen ärtväxter. Inga underarter finns listade i Catalogue of Life.